# Guder
Guder – miasto w Etiopii, w regionie Oromia.